# Osterberg
Pour le vin alsacien, voir Osterberg (grand cru).
Osterberg est une commune de Bavière (Allemagne), située dans l'arrondissement de Neu-Ulm, dans le district de Souabe.